# Jürg Amann
Pour les articles homonymes, voir Amann.
 (novembre 2011).
Si vous disposez d'ouvrages ou d'articles de référence ou si vous connaissez des sites web de qualité traitant du thème abordé ici, merci de compléter l'article en donnant les références utiles à sa vérifiabilité et en les liant à la section « Notes et références ».
Jürg Amann, né le 2 juillet 1947 à Winterthour et mort le 5 mai 2013 à Zurich, est un écrivain suisse de langue allemande.

## Biographie
Jürg Amann est le fils de l'imprimeur et poète Hubert Amann. Il a fréquenté le lycée de Winterthour. Après son certificat de maturité, il fait des études de langue et de littérature allemandes, de littérature populaire européenne et de communication à l'université de Zurich et à l'université libre de Berlin. Il passe sa thèse de doctorat à Zurich en 1973, sur Franz Kafka, sous la direction du professeur Emil Staiger (de). Il travaille ensuite comme journaliste à Berlin puis à Zurich. Pendant cette période, il est également dramaturge au Schauspielhaus de Zurich. Depuis 1976, il vivait de sa plume à Zurich. Le 5 mai 2013, Jürg Amann meurt à Zurich à la suite d’une longue maladie. Son fonds d'archives se trouve aux Archives littéraires suisses à Berne.
Le frère de Jürg Amann, Urs Amann, un artiste peintre, a illustré certains de ses ouvrages, dont le recueil de poèmes Und über die Liebe wäre wieder zu sprechen.

## Œuvres
Jürg Amann est l'auteur de travaux en prose, de pièces de théâtre et de pièces radiophoniques. Le style de ses travaux est fortement influencé par Franz Kafka et Robert Walser. Il décrit souvent des personnages naufragés et excentriques. C'est entre autres par l'étude des œuvres de Kafka et de Robert Walser que Jürg Amann développe une sympathie et un certain intérêt pour des existences d'artistes brisées ainsi que pour les artistes en tant que figures marginales de la société. En effet un certain nombre de ses œuvres de jeunesse traitent du rapport entre art, c'est-à-dire littérature et écriture, et vie. Un bon nombre de ses ouvrages explorent les voies de l'autobiographie, certains critiques ayant parlé de « miroir de soi-même ». En 2011, il publie sous forme d'un monologue, intitulé Der Kommandant, une mise en forme des notes autobiographiques de Rudolf Höss, le commandant du camp de concentration d'Auschwitz.

### En français
- Franz Kafka. Une étude de l'artiste [« Franz Kafka. Eine Studie über den Künstler »]  (trad. Françoise Laugier), Paris, Flammarion, 1983, 164 p. (OCLC 12033310)

### En allemand

#### Prose
- Das Symbol Kafka, (Dissertation) 1974
- Hardenberg. Romantische Erzählung nach dem Nachlass des Novalis, 1978
- Verirren oder Das plötzliche Schweigen des Robert Walser (Roman), 1978
- Die Kunst des wirkungsvollen Abgangs (Erzählungen), 1979
- Die Baumschule. Berichte aus dem Réduit (Erzählungen), 1982
- Nachgerufen. Elf Monologe und eine Novelle, 1983
- Patagonien, 1985
- Robert Walser. Auf der Suche nach einem verlorenen Sohn, 1985
- Fort. Eine Brieferzählung, 1987
- Tod Weidigs. Acht Erzählungen, 1989
- Der Vater der Mutter und Der Vater des Vaters (Erzählung), 1990
- Der Anfang der Angst. Aus einer glücklichen Kindheit, 1991
- Widerschein. Bildteppiche von Ilse Abka Prandstetter. Texte von Jürg Amann, Friederike Mayröcker und Julian Schutting. Nachwort von Peter Weiermair, 1991
- Zwei oder drei Dinge (Novelle), 1993
- Über die Jahre (Roman), 1994
- Rondo und andere Erzählungen, 1996
- Schöne Aussicht, 1997
- Ikarus (Roman), 1998
- Iphigenie oder Operation Meereswind. Eine Tragödie, 1998
- Golomir. Ein früher roman, 1999
- Kafka. Wort-Bild-Essay (mit Albert T. Schaefer), 2000
- Am Ufer des Flusses. Erzählung, 2001
- Kein Weg nach Rom. Ein Reisebuch (mit Albert T. Schaefer), 2001
- Mutter töten Prosa, 2003
- Sternendrift. Ein amerikanisches Tagebuch (mit Bildern von Silvio Blatter), 2003
- Wind und Weh. Abschied von den Eltern, 2005
- Pornographische Novelle, 2005
- Übermalungen-Überspitzungen. Van-Gogh-Variationen (mit Urs Amann), 2005
- Zimmer zum Hof. Erzählungen, 2006
- Pekinger Passion Kriminalnovelle, 2008
- Nichtsangst. Fragmente auf Tod und Leben, 2008
- Die kalabrische Hochzeit Roman, 2009
- Die Reise zum Horizont. Novelle, 2010
- Das Märchen von der Welt. Kinderbuch. Illustrationen: Käthi Bhend, 2010
- Der Kommandant. Monolog, 2011
- Die Briefe der Puppe, 2011
- Letzte Lieben Erzählungen, 2011
- Ein Lied von Sein und Schein, 2012
- Vater, warum hast du mich verlassen. Arche, Zürich 2013,  (ISBN 978-3-71602-694-6)
- Die erste Welt. Nimbus, Wädenswil 2013,  (ISBN 978-3-907142-89-9)

#### Pièces de théâtre
- Das Fenster, 1975
- Das Ende von Venedig, 1976
- Ach, diese Wege sind sehr dunkel, 1985. Enthält drei Stücke: Ach, diese Wege sind sehr dunkel; Büchners Lenz; Die deutsche Nacht.
- Der Traum des Seiltänzers vom freien Fall, 1988
- Nach dem Fest, 1988. Enthält drei Stücke: Nach dem Fest, Der Traum des Seiltänzers vom freien Fall, Die Korrektur.
- Der Rücktritt. Eine nationale Tragödie, 1989 (Uraufführung)
- Zweite Liebe, 1992 (Uraufführung)
- Jugend ohne Gott (nach Horvath), 1993 (Uraufführung)
- Sit well, Edith, 1996 (Uraufführung)
- Hotel. Ein Stück, 1997 (Uraufführung)
- Weil immer das Meer vor der Liebe ist, 2000 (Uraufführung)
- Synchronisation in Birkenwald, 2003 (Uraufführung)

#### Poésie
- Und über die Liebe wäre wieder zu sprechen, 1994

#### Anthologies et travaux d'édition
- Mehr bedarfs nicht[4]: 12 mal beste deutsche Gedichte, München, Piper Verlag, 2006   (ISBN 3492049141 et 978-3492049146)

## Prix
- 1982 : Prix Ingeborg Bachmann pour Rondo.
- 1983 : Prix Conrad Ferdinand Meyer.
- 1989 : Prix de la Fondation Schiller Suisse, Kunstpreis de la ville de Winterthur.
- 2003 : Prix littéraire du canton de Zurich.
- 2004 : Prix Floriana pour Pornographische Novelle.